# 말꼬리다람쥐
말꼬리다람쥐(Sundasciurus hippurus)는 다람쥐과에 속하는 설치류의 일종이다. 브루나이와 말레이시아 전역, 인도네시아와 태국의 일부 지역이 포함된 보르네오섬과 수마트라섬 전역과 말레이 반도 남쪽 절반 지역에서 발견된다. 1831년 베트남에서도 발견되는 것으로 언급되었지만, 그 이후 분포 지역 기술에는 포함되지 않고 있다.

## 아종
5종의 아종이 알려져 있다.
- S. h. hippurus
- S. h. borneensis
- S. h. pryeri
- S. h. hippurosus
- S. h. ornatus